# Арнајон
Арнајон (фр. Arnayon) насеље је и општина у источној Француској у региону Рона-Алпи, у департману Дром која припада префектури Ди.
По подацима из 2011. године у општини је живело 30 становника, а густина насељености је износила 1,54 становника/km². Општина се простире на површини од 19,45 km². Налази се на средњој надморској висини од 750 метара (максималној 1.540 m, а минималној 588 m).

## Демографија
| 1962. | 1968. | 1975. | 1982. | 1990. | 1999. | 2011. |
| ----- | ----- | ----- | ----- | ----- | ----- | ----- |
| 48    | 53    | 47    | 28    | 38    | 35    | 30    |

График промене броја становника у току последњих година